# Microcyba brevidentata
Microcyba brevidentata là một loài nhện trong họ Linyphiidae.
Loài này thuộc chi Microcyba. Microcyba brevidentata được Herman Theodor Holm miêu tả năm 1962.